# Noctuoidea
Los noctuoideos (Noctuoidea, del latín noctua, "búho nocturno") son una superfamilia de lepidópteros glosados del clado Ditrysia que tiene el mayor número de especies descritas para cualquier superfamilia de Lepidoptera, unas 70.000.

## Taxonomía
Su clasificación no ha sido aún resuelta satisfactoriamente y aún es inestable (ver las referencias para mejor comprensión).
Se reconocen los siguientes taxones:
- Familia Oenosandridae Miller, 1991
- Familia Doidae Donahue & Brown, 1987
- Familia Notodontidae Stephens, 1829
  - Subfamilia Thaumetopoeinae Aurivillius, 1889
  - Subfamilia Pygaerinae Duponchel, 1845
  - Subfamilia Platychasmatinae Nakamura, 1956
  - Subfamilia Notodontinae Stephens, 1829
  - Subfamilia Phalerinae Butler, 1886
  - Subfamilia Dudusinae Matsumura, 1925
  - Subfamilia Hemiceratinae Guenée, 1852
  - Subfamilia Heterocampinae Neumogen & Dyar, 1894
  - Subfamilia Nystaleinae Forbes, 1948
  - Subfamilia Dioptinae Walker, 1862
- Familia Noctuidae Latreille, 1809
  - Subfamilia Araeopteroninae Fibiger, 2005
  - Subfamilia Eublemminae Forbes, 1954
  - Subfamilia Phytometrinae Hampson, 1913
  - Subfamilia Aventiinae Tutt, 1896
  - Subfamilia Catocalinae Boisduval, 1828
  - Subfamilia Cocytiinae Boisduval, 1874
  - Subfamilia Stictopterinae Hampson, 1894
  - Subfamilia Euteliinae Grote, 1882
  - Subfamilia Strepsimaninae Meyrick, 1930
  - Subfamilia Plusiinae Boisduval, 1828
  - Subfamilia Eustrotiinae Grote, 1882
  - Subfamilia Bagisarinae Crumb, 1956
  - Subfamilia Acontiinae Guenée, 1841
  - Subfamilia Pantheinae Smith, 1898
  - Subfamilia Dilobinae Aurivillius, 1889
  - Subfamilia Raphiinae Beck, 1996
  - Subfamilia Balsinae Grote, 1896.
  - Subfamilia Acronictinae Heinemann, 1859
  - Subfamilia Metoponiinae Herrich-Schäffer, 1851
  - Subfamilia Sinocharinae Speidel, Fänger & Naumann, 1996
  - Subfamilia Lophonyctinae Speidel, Fänger & Naumann, 1996
  - Subfamilia Agaristinae Herrich-Schäffer, 1858
  - Subfamilia Eucocytiinae Hampson, 1918
  - Subfamilia Cuculliinae Herrich-Schäffer, 1850
  - Subfamilia Oncocnemidinae Forbes & Franclemont, 1954
  - Subfamilia Amphipyrinae Guenée, 1837
  - Subfamilia Psaphidinae Grote, 1896
  - Subfamilia Stiriinae Grote, 1882
  - Subfamilia Heliothinae Boisduval, 1828
  - Subfamilia Condicinae Poole, 1995
  - Subfamilia Eriopinae Herrich-Schäffer, 1851
  - Subfamilia Bryophilinae Guenée, 1852
  - Subfamilia Xyleninae Guenée, 1837
  - Subfamilia Hadeninae Guenée, 1837
  - Subfamilia Noctuinae Latreille, 1809
- Familia Erebidae Leach, 1815
  - Subfamilia Aganainae Boisduval, 1833
  - Subfamilia Anobinae Holloway, 2005
  - Subfamilia Arctiinae Leach, 1815
  - Subfamilia Boletobiinae Grote, 1895
  - Subfamilia Calpinae Boisduval, 1840
  - Subfamilia Erebinae Leach, 1815
  - Subfamilia Eulepidotinae Grote, 1895
  - Subfamilia Herminiinae Leach, 1815
  - Subfamilia Hypeninae Herrich-Schäffer, 1851
  - Subfamilia Hypenodinae Forbes, 1954 (incluye la antigua familia Micronoctuidae, ahora una tribu)
  - Subfamilia Hypocalinae Guenée, 1852
  - Subfamilia Lymantriinae Hampson, 1893
  - Subfamilia Pangraptinae Grote, 1882
  - Subfamilia Rivulinae Grote, 1895
  - Subfamilia Scolecocampinae Grote, 1883
  - Subfamilia Scoliopteryginae Herrich-Schäffer, 1852
  - Subfamilia Tinoliinae Moore, 1885
  - Subfamilia Toxocampinae Guenée, 1852
- Familia Nolidae Hampson, 1894
  - Subfamilia Afridinae Kitching & Rawlings, 1999
  - Subfamilia Nolinae Bruand, 1846
  - Subfamilia Chloephorinae Stainton, 1859
  - Subfamilia Westermanniinae Hampson, 1918
  - Subfamilia Eariadinae Hampson, 1912
  - Subfamilia Collomeninae Kitching & Rawlins, 1998
  - Subfamilia Bleninae Mell, 1943
  - Subfamilia Risobinae Mell, 1943
  - Subfamilia Eligminae Mell, 1943
  - Subfamilia Diphtherinae Fibiger & Lafontaine, 2005